# Арциз (дослідницьке судно)
«Арциз» — дослідницьке судно проєкту 1236, що був на озброєнні Військово-Морських Сил України. Мав юортовий номер U863. Корабель був названий на честь міста Арциз.

## Особливості проекту
Проєкт 1236 — спеціальне дослідницьке судно для ВМФ спеціальної побудови на базі морського тральщика проєкту 264. Судно призначене для серійних і контрольних випробувань різного торпедного озброєння. Серія цих судів складалася з 4 корпусів.

## Історія
Дослідницьке судно «ОС-100» було побудовано в Зеленодольську на СБЗ ім. А.М.Горького в 1972 році (заводський №303). Увійшло до складу Балтійського флоту ВМФ СРСР. Входило до складу 177-ї бригади дослідницьких кораблів та суден, з базуванням в бухті Володимирівської, Ладозьке озеро. У 1990 році судно було переведено до Чорноморського флоту ВМФ СРСР. На ЧФ судно входило до складу 311-го дивізіону дослідницьких кораблі з базуванням в Феодосії. Згідно з Договором про розділ Чорноморського флоту в 1997 році судно відійшло Україні та було перейменовано на «Арциз» (бортовий U863), проте за прямим призначенням не використовувалося, і було списано 29 листопада 2000 року. Розібрано на метал в Феодосії.